# Esben Hornum
Esben Hornum Christensen (født 20. august 1989 i Lemming Sogn) er en dansk mellem- og langdistanceløber, der løber for AGF Atletik, hvor han er en del af eliteteamet. Hans primære distancer er 5000 og 10.000 meter. Udover individuelt landevejs- og baneløb er Esben Hornum en del af AGF Atletiks cross country-hold, der hvert år dyster om at vinde hold-DM.
Udover at løbe i AGF Atletik stiftede Esben Hornum i 2016 løbefællesskabet Mo's Friends som er et løbefællesskab med fokus på integration.
Esben Hornum vandt bronze søndag den 18. februar 2018 til DM 3000 meter i tiden 8.30.81 i Skive.

## Personlige rekorder
- 800 meter: 2.05:18 minutter
- 1500 meter: 4.10:04 minutter
- 3000 meter: 8.23:18 minutter
- 5000 meter: 14:26.22 minutter
- 10.000 meter: 31.18:19 minutter
- 15 km: 50.47 minutter
- Halvmarathon: 1 time 8 minutter og 7 sekunder
- Marathon: 2 timer 44 minutter og 24 sekunder